# Echinax
Echinax is een geslacht van spinnen uit de familie loopspinnen (Corinnidae).

## Soorten
- Echinax anlongensis Yang, Song & Zhu, 2004
- Echinax bosmansi (Deeleman-Reinhold, 1995)
- Echinax javana (Deeleman-Reinhold, 1995)
- Echinax oxyopoides (Deeleman-Reinhold, 1995)
- Echinax panache Deeleman-Reinhold, 2001